# イソキサチオン
イソキサチオン(Isoxathion)は、化学式C13H16NO4PSの有機リン系殺虫剤である。IUPAC名は、ホスホロチオ酸 O,O-ジエチル O-5-フェニル-1,2-オキサゾール-3-イル 、CAS名はホスホロチオ酸 O,O-ジエチル O-(5-フェニル-3-イソオキサゾリル)。

## 性質
黄色がかった液体であり、分子量は313.3。
アルカリ性下では不安定であり、3 - ヒドロキシ-5 - フェニルイソキサゾールに分解される。

## 使用
イソキサチオンは、殺虫剤として使用されており、リン酸エステルの群に属する。
日本で1972年に導入され、柑橘類に主に使用された。これは、アセチルコリンエステラーゼを阻害する作用がある。